# مرکز ملی مطالعات فضایی
مرکز ملی مطالعات فضایی (به فرانسوی: Centre national d'études spatiales) که به اختصارCNES نامیده می‌شود، آژانس فضایی دولت فرانسه است که سازمان مرکزی آن در پاریس و تحت نظارت وزارت دفاع فرانسه و وزارت تحقیقات و آموزش عالی این کشور فعالیت می‌کند.
مرکز ملی مطالعات فضایی پایگاه فضایی تولوز و پایگاه فضایی گویان را مدیریت می‌کند.

## تاریخچه
مرکز ملی مطالعات فضایی در زمان ریاست جمهوری شارل دو گل در سال ۱۹۶۱ بنیادگذاری شد.
پیش‌تر این مرکز مسئول آموزش فضانوردان فرانسوی را بر عهده داشت اما آخرین گروه فعال فضانوردان مرکز ملی مطالعات فضایی در سال ۲۰۰۱ به آژانس فضایی اروپا منتقل شدند.